# Цвилёв, Иван Макарович
Иван Макарович Цвилёв (15 октября 1935, Брянская область — 29 ноября 2000, Новокузнецк, Кемеровская область) — бригадир электросварщиков Первого Новокузнецкого строительно-монтажного управления треста «Сибстальконструкция» Министерства монтажных и специальных строительных работ СССР, Кемеровская область. Герой Социалистического труда (1986).
С 1957 по 1958 годы работал в колхозе в Брянской области. С 1958 работает в Новокузнецке в тресте Сибстальконструкция. Работал бригадиром электросварщиков треста Сибстальконструкция. Работал на строительстве ЗСМК.
За досрочное выполнение заданий одиннадцатой пятилетки и социалистических обязательств, большой вклад в строительство важнейших объектов чёрной металлургии, химической промышленности и проявленный трудовой героизм удостоен звания Героя Социалистического Труда указом Президиума Верховного Совета СССР от 22 мая 1986 года вручением ордена Ленина и золотой медали «Серп и Молот».